# MGM-140 ATACMS
MGM-140 ATACMS (Army Tactical Missile System) är en amerikansk taktisk ballistisk robot. Roboten som utvecklades under 1980-talet och togs i tjänst 1991 är avsedd att sättas in mot taktiska mål på längre avstånd än vad vanligt artilleri klarar av.

## Utveckling
Utvecklingen av ATACMS började 1982 när USA:s försvarsdepartement beslutade att slå ihop arméns program för att ersätta MGM-52 Lance (Corps Support Weapon System) med flygvapnets program för att utveckla ett icke-kärnvapenbärande komplement till AGM-69 SRAM (Conventional Standoff Weapon). Projektet kallades inledningsvis för JTACMS (Joint Tactical Missile System), men när flygvapnet 1985 drog sig ur projektet ändrades namnet till ATACMS.
I maj 1986 vann Ling-Temco-Vought upphandlingen. Den första provskjutningen ägde rum i april 1988 och serieproduktionen inleddes i december samma år. Tillverkningen forcerades på grund av Kuwaitkriget och roboten togs i tjänst i USA:s armé i januari 1991 med beteckningen ”MGM-140 Block I”. Hela robotsystemet fick beteckningen M39.
År 1992 inleddes utvecklingen av en ny version kallad ”Block IA”. Genom att minska stridsladdningens storlek till en tredjedel kunde räckvidden ökas från 128 km till 165 km. För att kompensera för den minskade stridsladdningen ökades precisionen genom att tröghetsnavigeringen kompletterades med GPS. Samtidigt påbörjades också utvecklingen av ”Block II”. I stället för hundratals små M74 substridsdelar kunde den bära 13 stycken BAT (Brilliant Anti-Tank) målsökande och pansarbrytande substridsdelar.
Utvecklingen av senaste varianten ”Block IVA” påbörjades i december år 2000. Den har upp till 300 km räckvidd och har en WDU-18/B sprängladdning (samma som i Harpoon-robotarna) för bekämpning av punktmål.
Trots att tillverkningen upphörde 2007 inleddes en ny utvecklingsfas 2016 för att förse ATACMS med en målsökare som skulle göra den kapabel att träffa rörliga mål både på land och till havs.

## Konstruktion

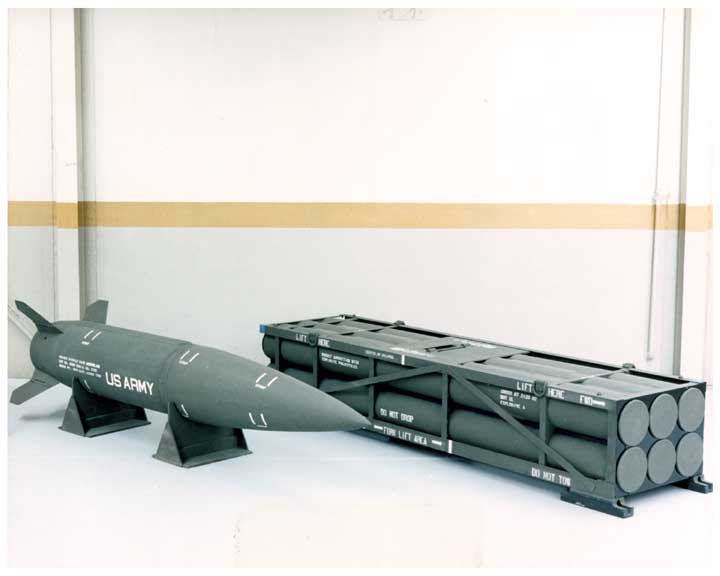
En ATACMS-robot liggande bredvid den låda den förpackas i.

En ATACMS-robot består av fyra sektioner. Längst fram sitter styrsektionen med tre ringlasergyron för tröghetsnavigering och en autopilot. Bakom den sitter stridsladdningen som är olika utformad för de olika modellerna. Formen på sektionen är på de flesta modeller en spetsig ogival vilket får roboten att se ut som en gevärskula, men på Block II är den cylindrisk vilket ger roboten ett knubbigare utseende. Motorsektionen innehåller en raketmotor med fast bränsle. Bränslet har formen av en cylinder med en förbränningskanal i mitten. På utsidan av motorsektionen sitter en kabelkanal för förbindelse mellan styrsektionen och kontrollsektionen. Kontrollsektionen sitter längst bak och består av styrfenorna och deras servon. Kontrollsektionen har ett hål i mitten som fungerar som dysa för raketmotorn.
Varje robot är förpackad i en fyrkantig låda med samma dimensioner som motsvarande låda med sex stycken 227 mm M26 eller M30 artilleriraketer, vilket gör ATACMS kompatibelt med M270 MLRS och M142 HIMARS vilka utgör vapenbärarna. MLRS kan bära två ATACMS-robotar medan HIMARS bara kan bära en ATACMS-robot.

### Internationella konventioner
ATACMS Block I, Block IA och Block II omfattas av konventionen om klusterammunition. De M74 substridsdelar som används i Block I och Block IA robotarna har en felfrekvens på cirka 2 % och är just ett av de vapen som föranledde konventionen om klusterammunition. De BAT-substridsdelar som används i Block II uppfyller de flesta av undantagen i konventionens artikel 2, men tretton substridsdelar per robot är fler än de tio som tillåts enligt konventionen. Block IVA som inte har några substridsdelar omfattas inte av konventionen. Inget av de länder som har ATACMS i tjänst har dock skrivit under konventionen om klusterammunition. USA har börjat bygga om de Block IA-robotar som ännu inte har nått slutet av sin livslängd med samma sprängladdning som Block IVA för att på sikt minska antalet klustervapen. De ombyggda robotarna har beteckningen ”Block 1A Unitary”.
ATACMS-robotarna är konventionella robotar, det vill säga de kan inte förses med kärnladdning, biologiska eller kemiska vapen och omfattas därför inte av INF-avtalet. Även om räckvidden för Block IA är 300 km kan den bara bära en stridsladdning på 500 kg hälften så långt och omfattas därför inte heller av MTCR-överenskommelsen.

## Användning
ATACMS användes i strid första gången 18 januari 1991 under Kuwaitkriget. USA:s armé skickade totalt 105 robotar till stridsområdet och 32 av dem avfyrades mot irakiska luftvärnsställningar, Scud-batterier, raketartilleri och kommandoplatser. Robotsystemet var då fortfarande helt nytt och robotarna sattes bara in mot värdefulla och tidskritiska mål. ATACMS användes betydligt flitigare under Irakkriget där över 450 robotar avfyrades.
I oktober 2023 användes tidiga modeller av ATACMS av Ukraina i kriget mot Ryssland.

## Varianter
- MGM-140A – Första produktionsmodellen med 950 stycken M74 substridsdelar (Block I).
- MGM-140B – Andra produktionsmodellen med 275 stycken M74 men i stället längre räckvidd (Block IA).
- MGM-164 – Tredje produktionsmodellen med 13 stycken BAT (Brilliant Anti-Tank) substridsdelar. Tidigare kallad MGM-140C (Block II).
- MGM-168 – Fjärde produktionsmodellen med en WDU-18/B sprängladdning på 227 kg. Tidigare kallad MGM-140E (Block IVA).

## Användare
Block I är den enda varianten som har exporterats.
- Bahrain
- Förenade Arabemiraten
- Grekland
- Taiwan
- Turkiet
- Sydkorea
- Ukraina
- USA

## Fotnoter
1. ↑  2 % motsvarar i genomsnitt 19 blindgångare per Block I-robot eller 6 per Block IA-robot.